# Elly-Heuss-Knapp-Gymnasium Stuttgart
Das Elly-Heuss-Knapp-Gymnasium („Elly“) ist ein Gymnasium in Stuttgart-Bad-Cannstatt.

## Geschichte
Im offiziellen Gründungsjahr 1879 wurde die bereits seit 1865 bestehende Höhere Töchterschule von der Stadt Cannstatt übernommen. 1875 hatte diese zunächst private Höhere Töchterschule bereits 240 Schülerinnen und befand sich in der Kreuznacher Straße (damals Ludwigstraße). Seit 1876 leitete Emil Conz, der Bruder des Malers Gustav Conz, die Schule.
Die wachsende Mädchenschule, die sich nach der Zusammenlegung von Stuttgart und Bad Cannstatt 1905 in der Hand der Stadt Stuttgart befand, zog 1908 in ein neues größeres Gebäude in der Wiesbadener Straße, die heutige Schillerschule. Es war bis dahin eine Realschule, aber 1931 konnten unter dem Rektor Wilhelm Dürr die ersten Mädchen dort ihr Abitur ablegen. 1937 erhielt die Schule den Namen Oberschule für Mädchen Stuttgart-Bad Cannstatt. Nach dem Zweiten Weltkrieg übernahm erstmals eine Frau – zunächst kommissarisch – die Leitung der Schule: Julie Baur, die bereits seit 1919 an der Schule als Lehrerin tätig gewesen war. Unter ihr konnten die Mädchen erstmals auch Latein als zweite Fremdsprache wählen, das damals für viele Studiengänge an der Universität noch verpflichtend war. Im Jahr 1954 wurde die Schule mit 840 Schülerinnen in Gymnasium für Mädchen umbenannt, und 1964 erhielt sie den Namen Elly-Heuss-Knapp-Gymnasium für Mädchen.
Nach der Einführung der Koedukation im Jahr 1969 fiel der Zusatz „für Mädchen“ weg.
1975 zog die Schule um in die Remstalstraße, wo 2022 ein Neubau an gleicher Stelle bezogen werden konnte.

## Standort
Das Elly-Heuss-Knapp-Gymnasium liegt an der Ecke Remstalstraße/Rommelshauser Straße in Stuttgart-Bad Cannstatt und befindet sich im Umbau. Das 1975 errichtete Gebäude wurde abgerissen und in einem ersten Bauabschnitt durch einen Neubau daneben ersetzt, der von Hausmann Architektur, Aachen, geplant und 2022 bezogen wurde. Auf dem Platz des alten Gebäudes wird ein weiteres Gebäude errichtet. Die Sportanlagen sind noch im Umbau.

## Schulprofil
In der fünften Klasse beginnen alle Schüler und Schülerinnen mit Englisch als erster Fremdsprache, in der sechsten Klasse folgt Latein oder Französisch. In der achten Klasse können die Schüler und Schülerinnen Spanisch als dritte Fremdsprache wählen oder das Naturwissenschaftliche Profil. Außerdem gibt es als besonderen Schwerpunkt das Kulturprofil.
Das Elly-Heuss-Knapp-Gymnasium ist eine Modellschule für Inklusion.

## Ehemalige Schüler
- Johanna Koch (Malerin, 1866–1951)
- Elisabeth Oehler-Heimerdinger (Missionarin, Schriftstellerin, 1884–1955)
- Erika Wackernagel (Schauspielerin, 1925–1995)
- Sabine Bard (Politikerin, 1946–2016)
- Ann-Veruschka Jurisch (Bundestagsabgeordnete, * 1972)
- Tobias Wolf, (Schauspieler, * 1987)
- Adrian Lobe (Journalist und Politikwissenschaftler, * 1988)